# Село Хасена Сейтказина
Хасена Сейтказина (каз. Хасена Сейтказина, до 2012 г. — Орджоникидзе) — село в Майском районе Павлодарской области Казахстана. Входит в состав Каратерекского сельского округа. Код КАТО — 555645200.

## Население
В 1999 году население села составляло 220 человек (104 мужчины и 116 женщин). По данным переписи 2009 года, в селе проживало 75 человек (32 мужчины и 43 женщины).